# روی (لوئیزیانا)
روی (به انگلیسی: Roy) یک منطقهٔ مسکونی در ایالات متحده آمریکا است که در پریش بینویل، لوئیزیانا واقع شده‌است. روی ۶۰٫۹۶ متر بالاتر از سطح دریا واقع شده‌است.